# Departamento Punilla

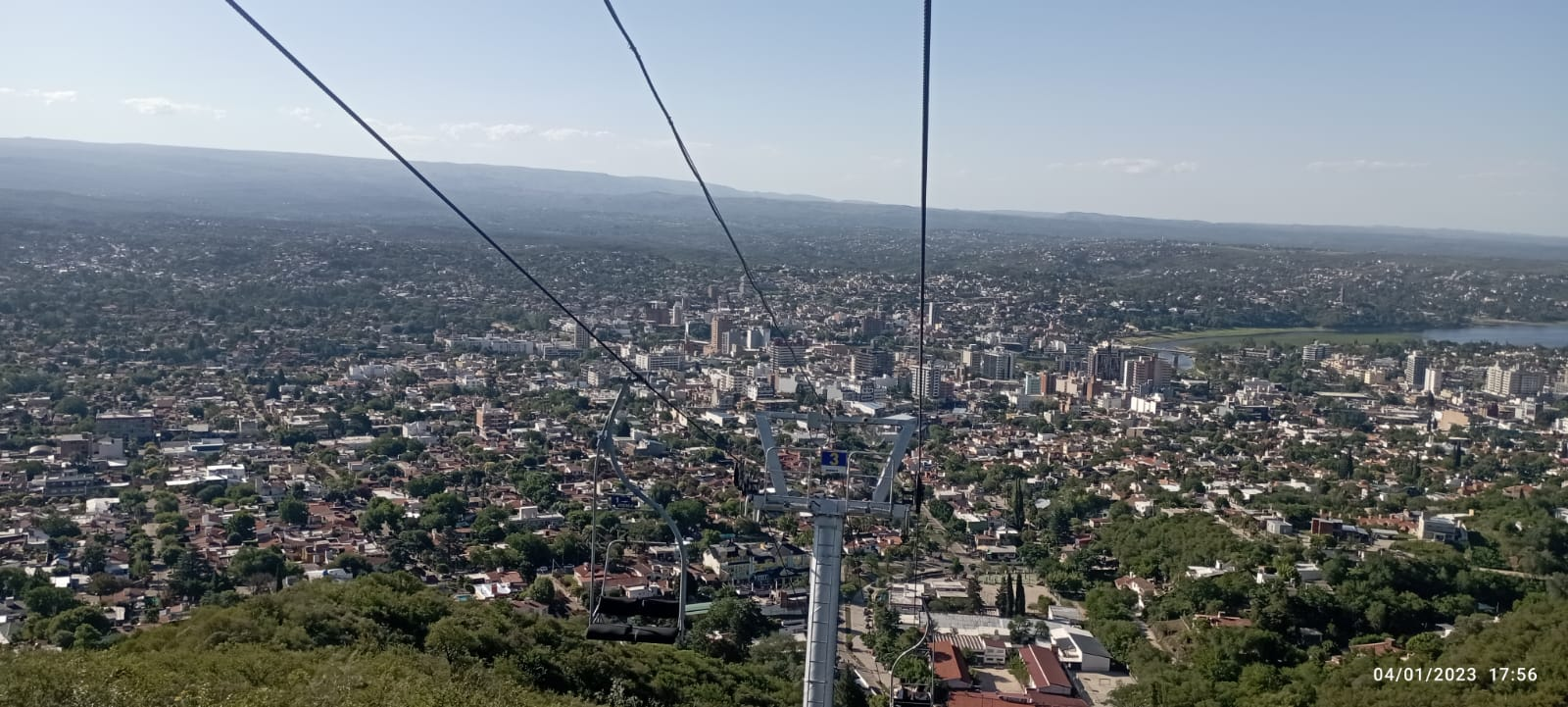
Vista aérea de la localidad más visitada en el verano la ciudad de Villa Carlos Paz

Punilla es un departamento ubicado en la provincia de Córdoba (Argentina), recibe su nombre por abarcar la mayor parte del valle de Punilla.

## Formación política
En los orígenes de la organización administrativa de la provincia, basada en el esquema implementado por la Iglesia católica y las fuerzas militares, Punilla abarcaba, además del actual territorio departamental a la hoy conocida jurisdicción de Cruz del Eje.
A finales del años 1855, el gobernador Roque Ferreyra estableció a través de un decreto la separación de la pedanía San Roque en dos partes: la fracción norte prosiguió bajo el mismo nombre, mientras que la sur pasó a conformar la pedanía Santiago. El 5 de julio del año siguiente, el mismo gobernador dispuso la división del departamento Punilla, ratificada por ley en octubre de ese año, en dos partes: la norte pasó a denominarse Cruz del Eje, mientras que la sur, continuó con el nombre de Punilla.
Este departamento tiene en superficie de 2.592 km², que representa el 1,57% del territorio cordobés. Su cabecera es la ciudad de Cosquín, que fue elevado a esta categoría por ley N.º 3829 sancionada en el año 1939 durante el gobierno del Dr. Amadeo Sabattini.
Por ley n.º 10595 sancionada el 12 de diciembre de 2018 un sector del departamento Santa María fue separado e incorporado al de Punilla dentro del ejido de Villa Carlos Paz.

## Geografía
Se encuentra íntegramente dentro de la zona de las Sierras de Córdoba del oeste cordobés, más exactamente delimitado por la Sierra Grande al oeste y por la Sierra Chica al Este; por el norte limita con la llamada Cuenca del Sol (zona de Cruz del Eje) y por el sur limita con el Valle de Paravachasca (zona de Alta Gracia). El departamento de Punilla abarca, entonces, casi la totalidad del Valle de Punilla, y está recorrido de norte a sur (desde la localidad de Villa Giardino) por el Río Grande de Punilla o San Francisco que se convierte en  río Cosquín al confluir con el río Yuspe en la zona antiguamente llamada Quisquisacate; mientras tanto, el Sur del departamento está recorrido por Río San Antonio  que confluye en la zona de Carlos Paz con los ríos Cosquín, Mojarras y Chorrillos formando el Lago San Roque del cual nace el Río Primero.
Desde inmediaciones de la localidad de La Cumbre, más precisamente, desde la meseta ubicada al oeste de la Ruta Nacional 38, nacen diferentes vertientes y arroyos que son afluentes del Río Dolores, el cual tiene naciente propiamente con ese nombre en cercanías de la comuna de San Esteban, atravesando el poblado de Dolores y el Dique El Cajón (en Capilla del Monte). Desde allí continúa su serpenteo suave encontrándose con su par, el Río Calabalumba, pero permaneciendo con la misma denominación. Recién cambiará de nombre como Río San Marcos al atravesar el límite interdepartamental, en la localidad de San Marcos Sierra, perteneciente al Departamento Cruz del Eje, y desembocando finalmente en el dique homónimo.

### Clima
Para la salud humana el clima del Valle de Punilla es proverbial por sus efectos benéficos, muy similar al clima mediterráneo que se puede encontrar en España, Italia y Grecia lo que se transluce en los hermosos paisajes serranos.Pero esta apariencia tiene una peculiaridad: el clima del Valle de Punilla, a diferencia de los otros climas mediterráneos, tiene pocas lluvias en invierno y más lluvias en verano. Las temperaturas son muy agradables en la mayor parte del valle durante todo el año (con nevadas invernales — fines de abril a inicios de septiembre — en las zonas elevadas y en ciertas zonas bajas) y veranos agradablemente cálidos. En las zonas de más de 1000 m s. n. m. el clima es casi siempre fresco y bastante húmedo, con heladas y bajas de temperatura importantes durante la noche en cualquier época del año y siempre nevadas en invierno (es decir en las zonas más altas se conjugan un clima continental y un clima de altura).

### Sismicidad
- 16 de enero de 1947: Produjo gran alarma y daños en las construcciones de Huerta Grande, Villa Giardino, La Falda y Valle Hermoso. En la ciudad de Córdoba hubo caídas de muros y tapias. Se estimó una intensidad de VII grados Mercalli.
- 28 de mayo de 1955: Aunque su epicentro fue en Cruz de Eje, produjo gran alarma y daños moderados en la localidad de Villa Giardino. El sismo fue sentido en las provincias de Cuyo y Chile central.  La intensidad máxima estimada alcanzó los VI grados en la escala Mercalli modificada y tuvo una magnitud Ms=  6.9 grados en la escala de Richter.[6]

Recuérdese que la región está atravesada por la «falla del frente occidental de las Sierras Chicas» o «Falla de los Comechingones» extendida desde Villa Carlos Paz hasta Berrotarán y Elena; y su potencial para generar sismos todavía se encuentra en período de investigación.
La falla denominada Santa Rosa ubicada en la zona de Embalse Río Tercero se puede considerar como una sección de la falla del Frente Occidental de la Sierra Chica mencionada anteriormente. De acuerdo a las evidencias recolectadas, ha tenido actividad en el Período Cuaternario (hace Un millón ochocientos mil años).

## Economía
La economía de Punilla es principalmente el turismo, ya que recibe a más del 40% de los turistas de la provincia. Existen distintas alternativas para el hospedaje turístico: cabañas, cámpines, hoteles y alquiler de casa o departamentos por temporada.
Existe una variedad de atracciones naturales donde se destacan varias de las 7 maravillas naturales de la Provincia de Córdoba como por ejemplo el Cerro Uritorco, La cueva de los Pajaritos, Los Terrones Parque Autóctono, Cultural y Recreativo, El Zapato, La cascada de Olaen, Las Tres Cascadas, Los Chorrillos, Los Gigantes, Los Mogotes, Los Paredones, Las siete cascadas y muchos otros relacionados con los ríos de Punilla: Río Cosquín, Río San Antonio, Río Dolores, Dique San Jerónimo, Dique El Cajón, Dique San Roque, etc. También se encuentran otras atracciones como El mástil, El Laberinto de arbustos y la aerosilla en Los Cocos;  El Cristo Redentor en La Cumbre; El camino de los Artesanos y la cascada de Thea en Villa Giardino; El Horno Histórico en Bialet Massé; El camino del cuadrado, la reserva natural de Vaquerías, las cavernas El Sauce, el Parque Nacional Quebrada del Condorito, entre otras.
La perla de las sierras es Villa Carlos Paz. Además, a la oferta de las bellezas naturales Punilla se le suma una vasta red de servicios, comercios y entretenimientos, como la creciente actividad teatral y multitudinarios festivales como el Nacional de Folclore de Cosquín, el Cosquín Rock, y Festival Nacional de Tango en La Falda.
Si bien la producción pecuaria no es significativa en el contexto provincial, ésta se desarrolla principalmente el oeste departamental. Entre los diferentes ganados cabe mencionar el bovino, con 34.965 cabezas, que representaba en el 2002 apenas el 0,57% del total provincial, también es importante señalar el ganado ovino, el caprino, el equino, el asnal y el mular.
La actividad avícola está asentada principalmente en la zona de Santa María de Punilla, en tanto que la minería se basa principalmente en la extracción de áridos y rocas de aplicación (cal, mica, cuarzos, lajas etc.).
Finalmente, la elaboración de alfajores, dulces y conservas posee un lugar de privilegio y va de la mano de la actividad turística.

## Pedanías
Para los fines catastrales el departamento se divide en 5 pedanías: 
- Dolores
- Rosario
- San Antonio
- San Roque
- Santiago

## Localidades y gobiernos locales
El departamento comprende 24 gobiernos locales, cuyos ejidos municipales, si bien son colindantes, no ocupan la totalidad del territorio departamental. 
Se encuentran categorizados en 16 municipios:
- Bialet Massé
- Capilla del Monte
- Cosquín (cabecera)
- Huerta Grande
- La Cumbre
- La Falda
- Los Cocos
- San Antonio de Arredondo
- San Esteban
- Santa María
- Tanti
- Valle Hermoso
- Villa Carlos Paz
- Villa Giardino
- Villa Icho Cruz
- Villa Santa Cruz del Lago

Y 9 comunas:
- Cabalango
- Casa Grande
- Charbonier
- Cuesta Blanca
- Estancia Vieja
- Mayu Sumaj
- San Roque
- Tala Huasi
- Villa Parque Siquiman

Contiene además otros 7 núcleos de población, sin organización política propia:
Barrio Santa Isabel y Quebrada de Luna, (pertenecientes a la comuna Charbonier);
Las Jarillas (perteneciente al municipio San Antonio de Arredondo);
Mallín y San José de los Ríos, (pertenecientes al municipio Santa María);
Villa Flor Serrana, (perteneciente al municipio Tanti);
Villa Lago Azul (perteneciente al municipio Villa Santa Cruz del Lago)

## Demografía
El crecimiento poblacional de Punilla ha sido exponencial durante el siglo XX. La mano del turismo posibilitó que millones de personas hayan conocido esta región, y que algunos la eligieran para radicarse definitivamente: aproximadamente uno de cada cuatro residentes del departamento no ha nacido en Córdoba.
Una de las principales características de Punilla es el crecimiento experimentado por el aglomerado urbano encabezado por Villa Carlos Paz, situado al sur del lago San Roque, especialmente desde la década de 1980. El conjunto conformado por Villa Carlos Paz, San Antonio de Arredondo, Villa Río Icho Cruz, Mayu Sumaj, Cuesta Blanca y Tala Huasi se constituyó, en el 2001, en el cuarto aglomerado urbano de la provincia de Córdoba.
Este crecimiento ha inferido en el posicionamiento poblacional del departamento respecto de sus pares a través de los años; tal es así que el censo nacional de 2010 lo ubica en quinto lugar, luego de los departamentos Capital, Río Cuarto, Colón y San Justo.
La ruta nacional RN 38, que acompaña paralelamente al tendido férreo del Ramal A-1 de la línea Belgrano, o comúnmente llamado Tren de las Sierras, hace que haya prosperado una ciudad lineal que va desde  Mayu Sumaj, pasando por Villa Carlos Paz, San Roque, Bialet Massé, Villa Caeiro, Santa María de Punilla, Villa Bustos, Cosquín (cabecera del departamento), Molinari, El Retiro, Casa Grande,Barrio El Peñón,Villa Yacoana, Valle Hermoso, La Falda, Huerta Grande, Villa Giardino, La Cumbre, Cruz Chica, Cruz Grande, Los Cocos, San Esteban, Dolores y Capilla del Monte, mientras que unos kilómetros al oeste de Carlos Paz está la también bella Tanti.
En la actualidad, el aglomerado urbano compuesto por todas las mencionadas localidades experimenta un rápido crecimiento demográfico y construcción de viviendas, convirtiéndolo en el sector del Gran Córdoba que más se expande, tal como sucedió años anteriores con las localidades ubicadas al este de las Sierras Chicas (La Calera, Río Ceballos, Mendiolaza, Unquillo, entre otras).

### Estructura
Según el censo 2022 la población total del departamento es de 221 273 personas, repartidas en 
115 640 mujeres y 105 633 hombres, con un índice de masculinidad de 91,3 hombres por cada 100 mujeres. 
La edad mediana de la población es de 36 años (37 años entre las mujeres y 34 años entre los hombres).
El 14,3% de la población tiene más de 65 años (frente al 13,1% en 2010), y el 3,0% de la población tiene más de 80 años (frente al 3,1% en 2010)

### Salud y educación
El 59,3% de la población tiene al menos un tipo de cobertura de salud. 
Unas 66 422 personas asisten a algún tipo de establecimiento educativo de cualquier nivel y unas 30 461 personas tienen un título terciario o superior (21,2% sobre el total de la población instruida). La tasa de alfabetización es del 99,6

### Migraciones
De las personas residentes en el departamento, unas 53 202 (24,0% del total de población) nacieron en otra provincia, y unas 3 835 (1,7% del total de población) lo hicieron fuera del país, siendo los grupos de inmigrantes más numerosos los provenientes de:
- Venezuela: 379 personas
- Paraguay: 335 personas
- España: 311 personas
- Uruguay: 304 personas
- Italia: 286 personas
- Chile: 284 personas
- Bolivia: 233 personas
- Perú: 177 personas
- Colombia: 167 personas
- Brasil: 164 personas

### Hogares
En el departamento hay un total de 107 485 viviendas  y 82 780 hogares. 
En cuanto al régimen de tenencia y regularidad de la propiedad de las viviendas, el 54,4% es propia, el 27,1% es alquilada, el 8,8% es cedida o prestada, y el resto se encuentra en otra situación.
Sobre el total de hogares, 73 991 (89,3% del total) tienen acceso a red pública de agua corriente, 24 007 (29,0% del total) tienen desagüe y descarga a red pública cloacal, 20 321 (24,5% del total) tienen acceso a red pública de gas, y 60 517 (73,1% del total) tienen acceso a red de internet en la vivienda. 

### Censo 2010
El censo nacional de 2010 determinó que un total de 178.401 personas vivían en Punilla y que representaban el 5,4% del total provincial.
Aglomeraciones urbanas con su población según el censo 2010:
- Villa Carlos Paz-San Antonio de Arredondo-Villa Río Icho Cruz 69 840 habitantes
- Cosquín-Santa María de Punilla-Bialet Massé 37 273 habitantes
- La Falda-Huerta Grande-Valle Hermoso 35 821 habitantes
- Tanti-Villa Santa Cruz del Lago-Estancia Vieja 9 853 habitantes
- La Cumbre-Los Cocos-San Esteban 9 638 habitantes